# Wolves (album)
Wolves è il sesto album in studio del gruppo musicale statunitense Story of the Year, pubblicato l'8 dicembre 2017.

## Tracce
1. Wolves – 0:52
2. How Can We Go On – 3:25
3. Bang Bang – 3:43
4. Youth – 0:51
5. I Swear I'm Okay – 4:20
6. Miracle – 3:51
7. Can Anybody Hear Me – 4:28
8. A Part of Me – 4:01
9. Give Up My Heart – 5:16
10. The Eternal Battle for Mike Cronin's Soul (To Be Alive Again) – 4:02
11. My Home – 4:33
12. Goodnight, My Love – 4:07
13. Like Ghosts – 4:11
14. Praying for Rain – 7:27